# Sergej Kraigher
Sergej Kraigher (30. května 1914 – 17. ledna 2001) byl jugoslávský politik slovinského původu.

## Životopis
Do roku 1937 studoval Kraigher medicínu v Lublani a Záhřebu, ale studia nikdy nedokončil. Kariéru však udělal v komunistické straně, do které vstoupil v roce 1934. V roce 1941 se zapojil do národněosvobozeneckého boje proti německým okupantům. V této době vykonával různé stranické funkce v Dolním Štýrsku. V letech 1946 až 1950 byl předsedou plánovací komise ve Slovinsku, v roce 1951 odchází do Bělehradu, kde do roku 1953 vykonává funkci guvernéra jugoslávské národní banky. V roce 1952 byl zvolen do ústředního výboru Svazu komunistů Jugoslávie a začíná jeho růst ve stranické hierarchii.
V letech 1953 až 1958 byl Kraigher ředitelem Svazového plánovacího institutu, který se zabýval budováním socialistické ekonomiky. V letech 1958 až 1963 byl svazovým ministrem průmyslu, předtím byl zvolen místopředsedou jedné z komor svazového parlamentu. Od roku 1967 byl předsedou slovinského parlamentu, funkci zastával až do roku 1974. V roce 1969 byl zvolen do předsednictva strany. V květnu 1974 se stal předsedou slovinského republikového Předsednictva.
Po smrti Edvarda Kardelje v únoru 1979 převzal Kraigher jeho funkce ve straně a státu: stal se členem federálního Předsednictva a slovinským zástupcem při ústředním výboru SKJ. V roce 1981 se stal předsedou Předsednictva. V této době vznikla z jeho iniciativy komise, kterou vedl a která měla předložit návrhy řešení ekonomické krize, jež Jugoslávii sužovala od poloviny sedmdesátých let. Komise mimo jiné ve své závěrečné zprávě v roce 1983 vyzvala k tržním reformám, ke kterým však nedošlo.
V roce 1986 odešel Kraigher do politického důchodu a až do své smrti žil v Lublani.
Jeho bratrancem byl Boris Kraigher.